# Adam Jarzębski
Adam Jarzębski, né à Warka avant 1590 et mort à Varsovie en 1649, est un compositeur baroque, violoniste, poète et écrivain polonais.
Il débuta comme membre de la chapelle de Johann Siegmund Hohenzollern à Berlin, autour de 1612. Il partit ensuite étudier à Rome pendant un an. À son retour, il devint membre de la chapelle royale de Varsovie.
Il est principalement connu pour son manuscrit Canzoni e concerti qui comporte 27 pièces instrumentales à deux ou quatre voix. Il a aussi transcrit en polyphonie des œuvres vocales existantes, notamment d'Andrea Gabrieli, Claudio Merulo ou Giovanni Pierluigi da Palestrina. Ces transcriptions ont été traités de façon très originale, avec une riche instrumentation et l'introduction d'ornementations purement baroques dans ces pièces de la Renaissance, ce qui en fait des œuvres à part entière. De son séjour en Italie, il a rapporté en Pologne des formes alors peu utilisées dans la musique d'Europe centrale, comme la sonate en trio.